# 今宮祭
今宮祭（いまみやまつり）は、京都市北区紫野今宮町にある今宮神社の祭礼。毎年5月に行われる。
今宮神社は京都市北区・上京区において大きな氏子区域を持ち、祭礼の規模が比較的大きな神社として知られている。京都の祭礼というと八坂神社の祇園祭が有名だが、近世における今宮祭は祇園祭と比肩する規模だった。紫野御霊会に起源をもち、京都を代表する機業地である西陣の祭礼として発展した。

## 歴史

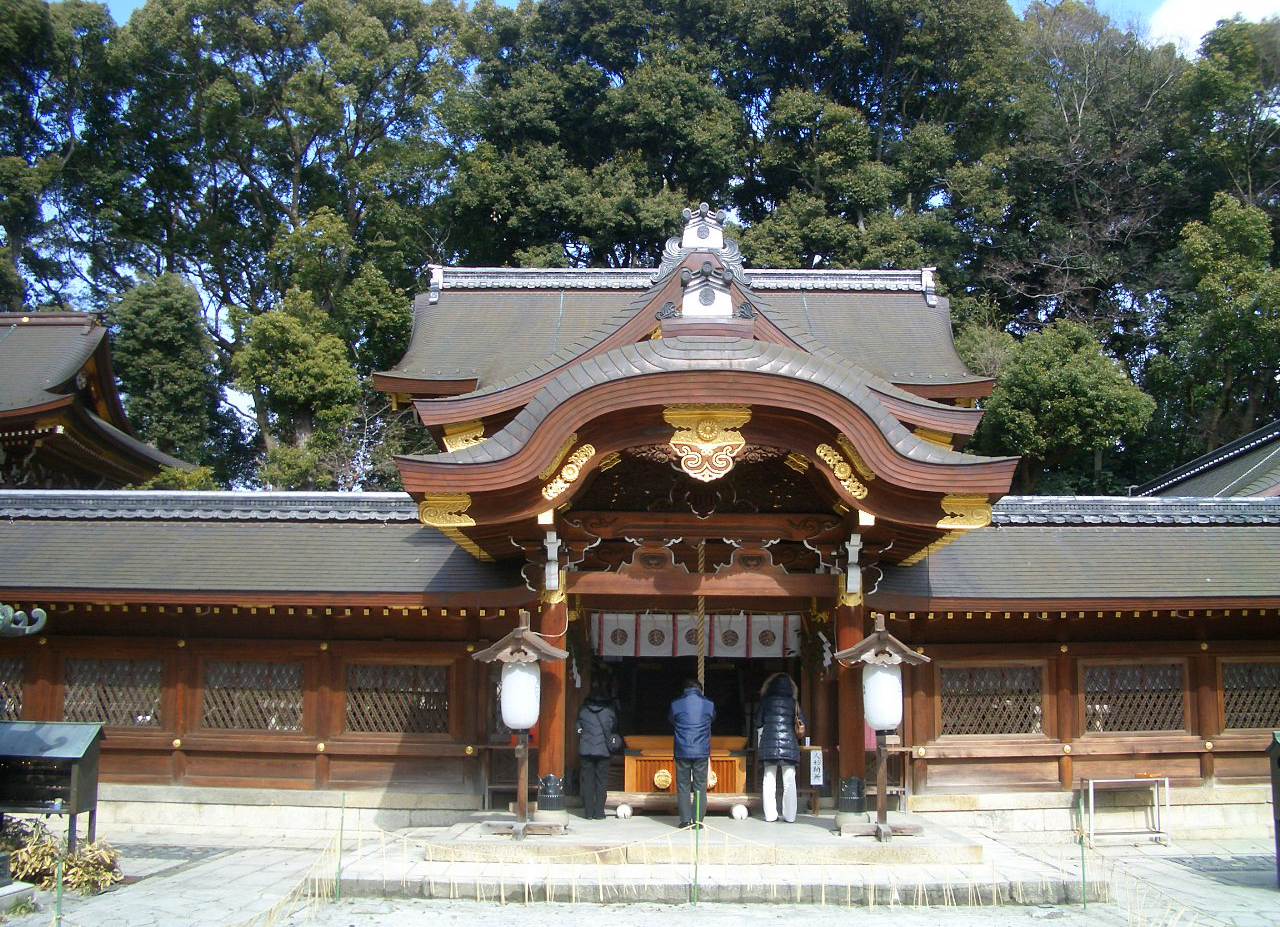
今宮神社本社

### 今宮祭と今宮社の成立
現在の今宮神社がある土地には、794年（延暦13年）の平安遷都以前から疫神を祀った社があったとされる。平安遷都後にはしばしば疫病や災厄が起こり、神泉苑、上御霊神社、下御霊神社、祇園社（八坂神社）などで疫病を鎮めるための御霊会が営まれた。994年（正暦5年）にも都で大規模な疫病がはびこったため、朝廷は神輿2基を造って船岡山に安置し、音楽奉納などを行った後、疫災を幣帛に依り移らせて難波江に流した。民衆主導で行われたこの「紫野御霊会」が今宮祭の起源とされ、京都の他の都市祭礼と同じく災厄忌避を祈願する御霊会として始まった。
1001年（長保3年）にも疫病が流行したことから、朝廷は疫神を船岡山から移し、疫神を祀った社に神殿・玉垣・神輿を造らせて今宮社と名付けた。大己貴命（おおなむちのみこと）、事代主命（ことしろぬしのみこと）、奇稲田姫命（くしなだひめのみこと）の三柱の神が創祀された。疫病が流行るたびに紫野御霊会が営まれ、やがて今宮社の祭礼として定着して毎年5月に行われることとなった。

### 今宮祭の変遷
創祀以来、今宮神社に対する朝廷・民衆・武家からの崇敬は厚く、平安時代から鎌倉時代にはもっぱら官祭として執り行われた。12世紀半ばには政情不安から祭りが衰えていき、やがて開催自体が途切れたが、13世紀半ばには復活し、その後は室町時代を通じておおむね毎年営まれたとされる。『康富記』の応永8年（1401年）5月9日条には、御旅所（おたびしょ）に関する記述が初めて登場し、また祭礼の費用は氏子地域の地口銭から捻出されていたとされる。同応永29年（1422年）5月14日条には、鉾に関する記述が初めて登場する。剣鉾は京都の祭礼に多く見られる、悪霊を鎮める目的がある御霊会でもっとも重要な祭具であり、坂本博司は祭礼に剣鉾が関わる神社として33社を紹介している。南北朝時代から室町時代には都市の民衆が主体となった都市祭礼に変化していき、郊外の本社から町中の御旅所に神輿を迎えると言う形態が成立したとされるが、祇園祭（八坂神社）、稲荷祭（伏見稲荷大社）、松尾祭（松尾大社）、御霊祭（上御霊神社・下御霊神社）に比べるとやや遅い成立といえる。
15世紀-16世紀には、京の町が応仁の乱や戦国の兵乱などに巻き込まれ、神社自体の荒廃もあって今宮社の祭礼が中止されることも多かった。応仁・文明の乱（1467年-1478年）では今宮神社も焼失したが、『宣胤卿記』によると文明13年（1481年）には既に祭礼が復活していたことが確認できる。1593年（文禄2年）に豊臣秀吉は今宮社の御旅所を再興し、神輿1基を寄進。中世には5月7日に神幸が、5月9日に還幸が行われていたが、慶長12年（1607年）には還幸日が5月15日に変更され、祭日は5月7日と5月15日となった。近世に入ると京織物の産地として西陣が台頭し、徳川幕府5代将軍徳川綱吉の生母桂昌院の尽力で今宮祭は華やかさを取り戻した。桂昌院は西陣生まれの産子であり、今宮社に対する崇敬と西陣に対する愛郷の念が非常に強かったという。毎年今宮祭の日には江戸の大奥で将軍とともに祭事を行ったとされ、1694年（元禄7年）には御牛車や鉾を寄進したほか、祭事の整備や氏子区域の拡充、やすらい祭の復興など様々な施策を行った。近世には『日次記事』、『年中行事絵巻』（第11巻 今宮祭）、『華洛細見図』などに今宮祭の様子が記録されており、1705年（宝永元年）に描かれた『宝永花洛細見図』（巻1 今宮祭礼図）には三本の鉾を先頭にした神幸祭の行列が描かれている。17世紀の神輿巡幸路は大宮通を軸として北大路通、上立売通、小川通、元誓願寺通などで組み立てられ、現在よりも狭い区域に限定されていた。
近世の今宮祭は現在と似通った形式で行われていた。5月7日に3基の神輿が剣鉾などを従えて氏子区域を巡幸し、8日間御旅所に駐輦（ちゅうれん）。5月15日には御旅所から再び氏子区域を巡幸し、御供所（ごくしょ）で神事を行って本社に還幸した。後述する12本の鉾の他には牛車などが列に加わり、神輿駐輦中の御旅所は参詣する氏子でにぎわったという。剣鉾を出す鉾町12町、祭礼の実施を財政的に援助する寄町6町、御旅所と御供所が所在する3町、持ち回りで祭礼を取り仕切る行事町は、いずれも西陣地区に位置した。両組は寛永15年（1638年）頃まではまとめて西陣組と呼ばれ、今宮祭の維持・運営を中心的に担っていた。西陣以北の地域は田畑が広がる農村地域だったが、やはり今宮神社の主要な祭礼のひとつであるやすらい祭の運営を主体的に行っていた。西陣以南の地域が今宮神社の氏子区域に含まれるようになった経緯は不明だが、桂昌院の今宮社振興策の一環だったとも言われている。

## 祭礼への参加地区
1717年（享保2年）頃にまとめられた『京都御役所向大概覚書』によると、今宮神社の氏子区域は東が堀川通（ただし小川学区の西側半分を含む）、西は七本松通、南は二条城、北は不明確だがおおむね玄以通である。東側は上御霊神社の氏子区域と、西側南部は北野天満宮の氏子区域と、南側は八坂神社の氏子区域と接しており、西側北部は紙屋川が境界となっていた。現在の行政区でいうと北区の南東部と上京区の西部にあたり、その中心にあるのが西陣地区である。御旅所は西陣の北端にあるが、今宮神社本社は氏子区域の中でもかなり北に位置しており、近世には本社から遠く離れた西陣の町組が今宮祭の維持運営を行っていた。以下の表は近世に剣鉾を所持していた鉾町の一覧であり、12の鉾町はいずれも西陣地区に所在した。京鉾よりも千本鉾の方が格が高く、神輿巡幸の際には神輿に近い位置に並ぶ。

### 鉾町一覧

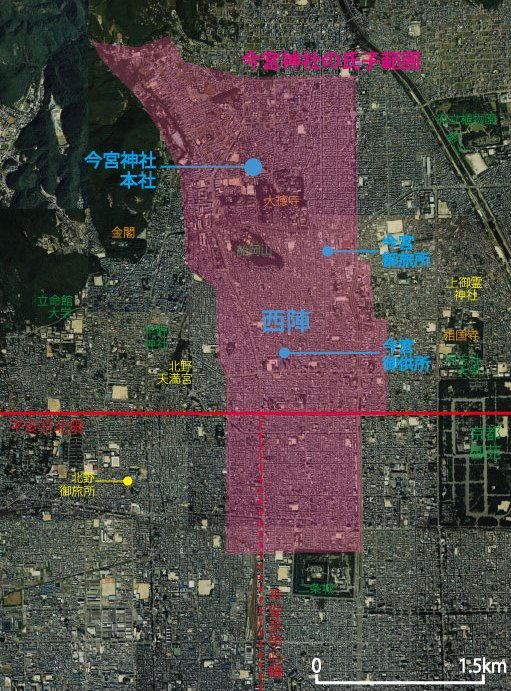
京都市街地北東部における今宮神社の氏子区域（桃色）。西陣を中心にして南北に長い。

出典 : 
| 番号 | 分類           | 鉾名称                  | 町名       | 面する通り |
| 1    | 千本鉾（古鉾） | 扇鉾 （おうぎほこ）     | 東千本町   | （鉾参通） |
| 2    | 千本鉾（古鉾） | 菊鉾 （きくほこ）       | 西千本町   | （鉾参通） |
| 3    | 千本鉾（古鉾） | 松鉾 （まつほこ）       | 歓喜町     | （鉾参通） |
| 4    | 千本鉾（古鉾） | 枇杷鉾 （びわほこ）     | 花車町     | 千本通     |
| 5    | 千本鉾（古鉾） | 柏鉾 （かしわほこ）     | 作庵町     | 千本通     |
| 6    | 千本鉾（古鉾） | 牡丹鉾 （ぼたんほこ）   | 牡丹鉾町   | 千本通     |
| 7    | 千本鉾（古鉾） | 沢瀉鉾 （おもだかほこ） | 上善寺町   | 千本通     |
| 8    | 千本鉾（古鉾） | 龍鉾 （りょうほこ）     | 西五辻東町 | 五辻通     |
| 9    | 京鉾（新鉾）   | 剣鉾 （つるぎほこ）     | 五辻町     | 五辻通     |
| 10   | 京鉾（新鉾）   | 蓮鉾 （はすほこ）       | 芝大宮町   | 大宮通     |
| 11   | 京鉾（新鉾）   | 蝶鉾 （ちょうほこ）     | 観世町     | 大宮通     |
| 12   | 京鉾（新鉾）   | 葵鉾 （あおいほこ）     | 東石屋町   | 石やのずし |

## 祭礼の内容

### 祭礼の概要
今宮祭は神輿出し（5月1日）、神幸祭（しんこうさい、5月5日）、還幸祭（かんこうさい、5月15日付近の日曜日）、神輿おさめ（5月19日）の順に行われる。神幸祭は「おいでまつり」（御出祭）、還幸祭は「おかえりまつり」（御還祭）とも呼ばれ、御旅所での駐輦は「おたび」と呼ばれる。祭礼期間中の御旅所では「湯立祭」（ゆたてさい）が行われ、参詣者は巫女が振り掛ける聖なる湯に浴して不浄を清める。

### 神幸祭

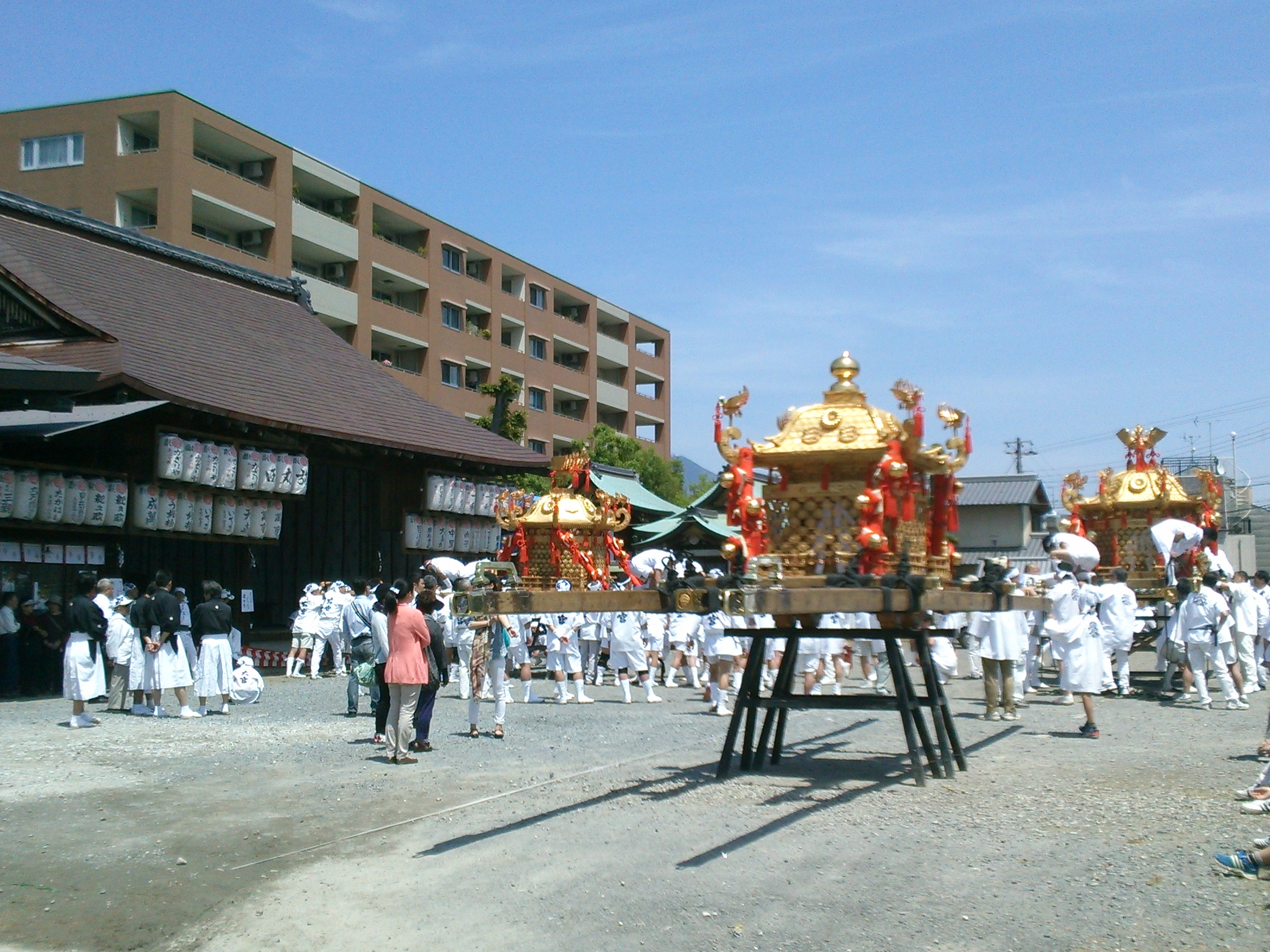
御旅所に整列する3基の神輿

5月5日の神幸祭当日には、午前中に今宮神社本社で拝殿降が行われ、昼過ぎに神輿が本社を出御する。車太鼓、剣鉾、旗、花車、獅子、御車、提灯、先神輿（あぐい）、中神輿（鷹峯）、大宮神輿、宮司などの順に列をなすが、この順序は近世後期以降にほとんど変更がないと考えられている。鷹峯神輿以外の2基は今宮神社東側の氏子区域を巡り、鷹峯神輿は千本通りを北上して神社西側の氏子区域を巡る。千本今宮からは3基が同じ通りを歩み、千本通や北大路通などの大通りを通って上京区に入る。途中の北大路旧大宮交差点と千本今出川交差点では台車に乗せていた神輿を人力で担ぎ上げて回転させる。1基を担ぎ上げるのには約50人の力が必要とされており、3町の担ぎ手が協力して行う。
いったんは御旅所に近づくがさらに南下し、盧山寺通を西進して千本通を越える。氏子範囲の西端とされる七本松通を南下し、北野天満宮の東300mまで接近する。今出川通や千本通、寺之内通を通って上京区の北西部を巡った後、夕方に上京区若宮横町にある御旅所に入御する。翌日の5月6日には御旅所で湯立祭が斎行される。
3基の神輿
| 番号 | 名称     | 町名              |
| 1    | 先神輿   | （あぐい/安居院） |
| 2    | 中神輿   | 鷹峯              |
| 3    | 大宮神輿 | 大宮              |

### 還幸祭

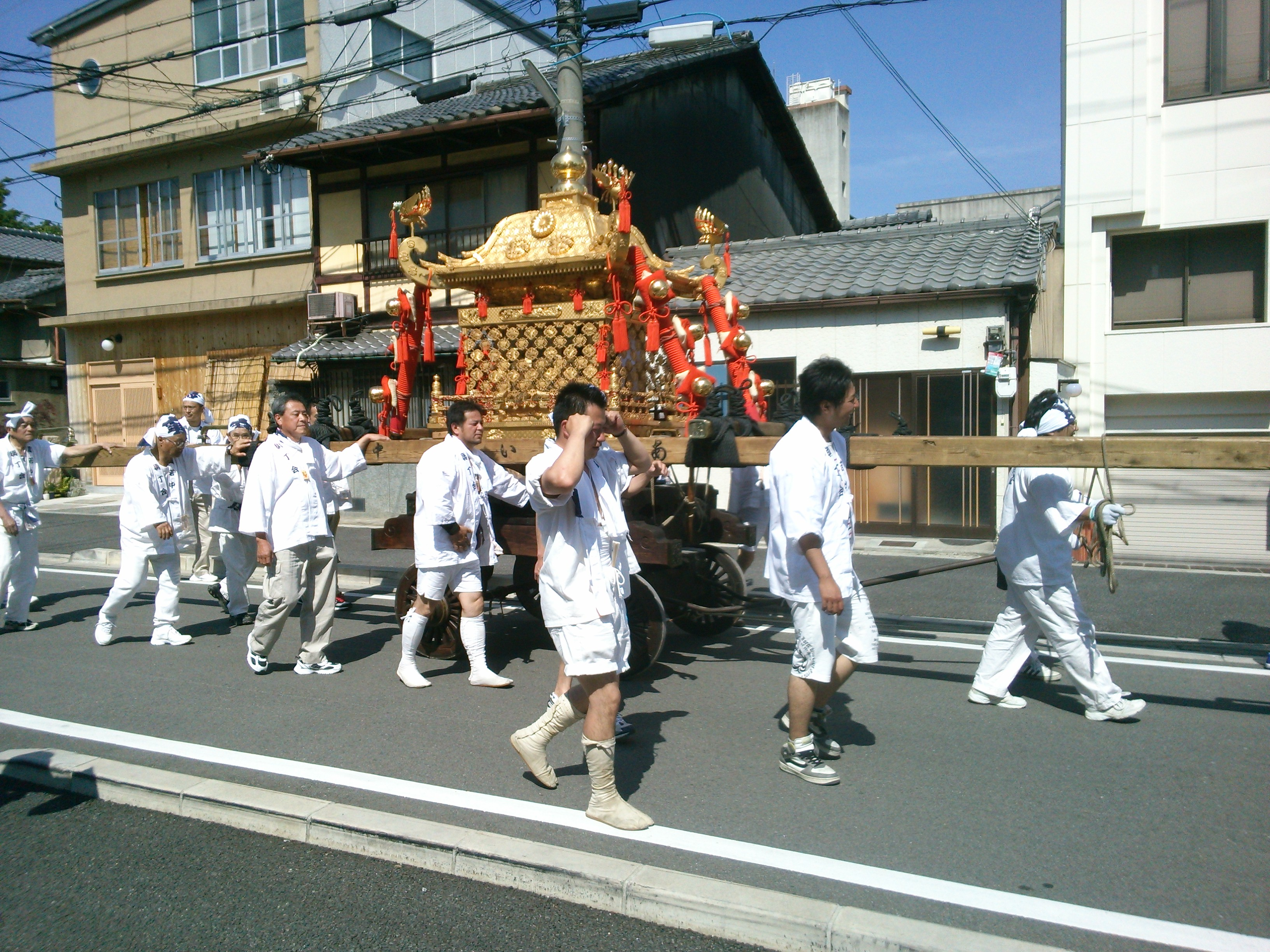
還幸祭でのあぐい神輿

還幸祭は5月15日にもっとも近い日曜日に行われる。正午に御旅所で拝殿降が行われ、昼過ぎに神輿が御旅所を出御する。神幸祭同様に列をなし、大宮通を南下して寺之内通を東進し、堀川通を越えて小川学区に至る。今宮神社と氏子範囲の東端は堀川通とされ、堀川通以東は上御霊神社の氏子範囲とされるが、小川学区西部のみは今宮神社の氏子範囲が突きだしている。行列は小川通を南下し、元誓願寺通を西進して再び堀川通を越える。細い黒門通を南下し、二条城まで数百mまで迫ると下立売通を西進して千本通を北上する。千本今出川交差点では神幸祭同様に、台車に乗せていた神輿を人力で担ぎ上げて回転させる。再び今出川通を越え、京都市立嘉楽中学校北側の御供所（ごくしょ）で献饌の神事を行う。それまで神輿に宿らせてきた疫神を幣帛に依り移らせ、今宮神社本社までは神輿ではなく宮司が運ぶ。御供所での神事は祭礼のクライマックスであり、参詣する氏子に慰撫された疫神を外部に放つ役目を持つ。
疫神を降ろした神輿は御供所で二手に分かれ、大宮神輿以外の2基は西進して千本通を北上し、大宮神輿は東進して大宮通を北上する。御旅所からは3基とも同じ通りを北上するが、大宮今宮で再び二手に分かれる。大宮神輿は北山通まで北上してから引き返すが、それ以外の2基は大宮今宮で左折して本社に直行する。

## 今宮祭とやすらい祭の比較
今宮神社の祭礼には今宮祭の他にも、4月第2日曜日に行われるやすらい祭（夜須礼祭）、10月8日・9日に行われる例祭（例大祭）がある。国の重要無形民俗文化財に指定され、京都の三大奇祭にひとつに数えられるやすらい祭は、今宮祭よりも質素で参加人数も少ないが、観光ガイドブックなどでは今宮祭よりも大きな扱いを受けている。やすらい祭も今宮祭同様に御霊会を起源とするという考えが定説だが、今宮祭とは異なり鎮花祭の要素が含まれる。やすらい祭の氏子区域は今宮神社本社近辺のみであり、今宮祭は西陣の都市祭礼、やすらい祭は農村の祭礼という性格の違いがある。やすらい祭は小規模農村が主体のこぢんまりとした祭礼だったが、昭和初期以降に住宅地化が進んで参加者数が増加し、特に西陣地区から移住した住民が参加するようになったこともあって、京の三大奇祭に挙げられるほどの規模となった。